# Королець-чернець
Королець-чернець (Peneothello) — рід горобцеподібних птахів родини тоутоваєвих (Petroicidae). Представники цього роду мешкають в Австралії, на Новій Гвінеї та на сусідніх островах Япен і Ару.

## Види
Традиційно виділяли чотири види роду Королець-чернець, однак після молекулярно-філогенетичних досліджень 2011 року мангровий королець, який раніше належав до монотипового роду Peneoepanthe, був включений до роду Королець-чернець.
Міжнародна спілка орнітологів визнає п'ять видів:
- Королець-чернець білокрилий (Peneothello sigillata)
- Королець-чернець сірий (Peneothello cryptoleuca)
- Королець-чернець сизий (Peneothello cyanus)
- Королець-чернець білогузий (Peneothello bimaculata)
- Королець мангровий (Peneothello pulverulenta)

## Етимологія
Наукова назва роду Peneothello походить від лат. pene- «майже» і назви роду Othello Reichenbach, 1850